# Heinrich Hertz Submillimeter Telescope Observatory
SMT (Submillimeter Telescope) connu aussi sous le nom HHT (Heinrich Hertz Telescope) est un radiotélescope millimétrique.
C'est l'un des deux possédés par l'université de l'Arizona (Arizona Radio Observatory : ARO). Il est situé en Arizona, à environ 121 km au nord-est de Tucson, sur l'Emerald Peak (en) du Mont Graham à 3 185 m d'altitude.
Il fut à une époque géré conjointement avec l'Institut Max-Planck de radioastronomie (Allemagne). L'autre nom qui lui fut donné commémore Heinrich Hertz, qui en 1889 découvrit la nature des ondes radioélectriques.

## Description
Cet instrument est une antenne parabolique de 10 m de diamètre disposant d'un abris tournant pour le protéger du mauvais temps. Le toit et les portes avant ss'ouvrent pendant les observations. Il est conçu pour une efficacité optimale à la longueur d'onde de  350 μm  (qui correspond à la coupure atmosphérique). 
La construction a commencé en 1991, et le télescope est entré en opération en 1993.

## Évolution du nom
Pendant la période de design et de construction, le télescope est référencé sous le nom de Submillimeter Telescope ou SMT,,,, c'est-à-dire en français télescope submillimétrique. Le nom Heinrich Hertz Telescope, qui est abrégé en HHT apparaît en 1994 et perdure dans la littérature scientifique jusqu'en 2011,,,,. Depuis 2012, le télescope est à nouveau appelé SMT,,.
En 2025, le site web institutionnel de ARO utilise le nom SMT.